# Edward Smith-Stanley
Edward Smith-Stanley, 14. hrabě z Derby, (29. březen 1799 – 23. říjen 1869) byl britský státník, který po tři funkční období vykonával funkci premiéra a do současné doby je nejdéle sloužícím předsedou konzervativní strany. Bývá také označován jako lord Stanley.
Byl jedním ze čtyř předsedů britské vlády, kteří tuto funkci zastávali ve třech nebo více funkčních obdobích. Nicméně délka, po kterou tuto pozici zastával, pokaždé trvala maximálně dva roky a celkem vykonával funkci premiéra něco přes čtyři roky, což je méně než mnoho jiných premiérů.

## Životopis
Narodil se jako syn Edwarda Smith-Stanleye, 13. hraběte z Derby, a jeho manželky Charlotte. Stanleyovi byli rodinou s dlouholetou historií a patřili k bohatým velkostatkářům. Jejich sídlem bylo Knowsley Hall v Lancashire. Studoval na škole Eton College a později na Christ Church v Oxfordu.
Do parlamentu byl zvolen roku 1820 za stranu Whigů. Když se tato strana dostala roku 1830 znovu k moci stal se správcem Irska ve vládě Charlese Greye a následující rok se stal i jejím členem. Roku 1833 získal významnější pozici ministra zahraničí. Jako konzervativec se rozcházel s ostatními ministry v názoru na zrušení irské církve a roku 1834 rezignoval.
Poté vytvořil skupinu politiků, která chtěla prosazovat umírněnou politiku zasazenou mezi radikální směr prosazovaný Johnem Russellem a konzervativizmus Toryů. Nicméně posun politiky Toryů do centra vymezený Tamworthským manifestem vydaným Robertem Peelem vedl k tomu, že několik politiků ze strany Whigů, včetně Stanleye přešlo do strany Toryů.
V druhé Peelově vládě se roku 1841 stal znovu ministrem zahraničí. Roku 1844 se stal členem Sněmovny lordů. Následující rok se rozešel s premiérem v názoru na zrušení cla na obilí a dokázal o svém názoru přesvědčit i většinu Konzervativní strany. Roku 1851 zdědil po svém otci titul hraběte z Derby.
V únoru 1852 vytvořil po pádu vlády Johna Russella kabinet menšinový. V něm se stal ministrem financí málo známý Benjamin Disraeli. Proto, že mnoho starších bývalých konzervativců bylo příznivci Peela, musel sestavit vládu z mladých, málo zkušených politiků. Spolu s ministrem zahraničí prosazoval zahraniční politiku založenou na finanční síle s úmyslem vyhnout se válce za každou cenu, vytvářet koalice s ostatními mocnostmi a snažit se řešit problémy diplomatickou cestou.
Vláda nebyla schopna získat v dolní komoře parlamentu potřebnou většinu a tak v prosinci téhož roku odstoupila. Jejím nástupcem se stal Gordonův kabinet Peelových příznivců.
Roku 1858 vytvořil, po demisi kabinetu Henryho Templa, další menšinovou vládu, v níž se stal ministrem financí a předsedou Dolní sněmovny znovu Disraeli. Největším úspěchem této vlády bylo zrušení Východoindické společnosti a tím i získání přímé kontroly Británie nad Indií. Funkční období kabinetu bylo krátké a skončilo zhruba po roce.
Stanley se vrátil do funkce premiéra znovu v roce 1866 po pádu druhé Russellovy vlády. Hlavním úspěchem bylo prosazení reformního zákona, který významně rozšířil počet občanů s volebním právem. Na počátku roku 1868 se stáhl s politiky a jeho nástupcem ve funkci premiéra se stal Disraeli.